# Zoo de Chester
Le Zoo de Chester est un parc zoologique anglais situé sur plusieurs communes des environs de Chester, près de Liverpool, dans le Cheshire. Ouvert en 1931, il est géré par une association reconnue d'utilité publique, la North of England zoological society. Il accueille en moyenne plus d'un million de visiteurs par an, héberge autour de 3 000 animaux et s'étend sur 45 hectares.

## Faune
L'enclos « Asian Forest » héberge des éléphants d'Asie, des rhinocéros et des tapirs.
L'enclos « Spirit of the Jaguar » héberge des jaguars, des boas verts arboricoles, des dendrobates.
Dans le « Realm of the red ape » (« royaume du singe rouge »), on découvre le varan-crocodile, l'orang-outan, le python réticulé et des gibbons à mains blanches.
Le centre de reproduction pour chimpanzés accueille 26 individus. Un secteur divisé en trois enclos abrite des rhinocéros dans le premier, des suricates et de oryctéropes du Cap dans le deuxième, des mangoustes rayées et des phacochères dans le troisième.

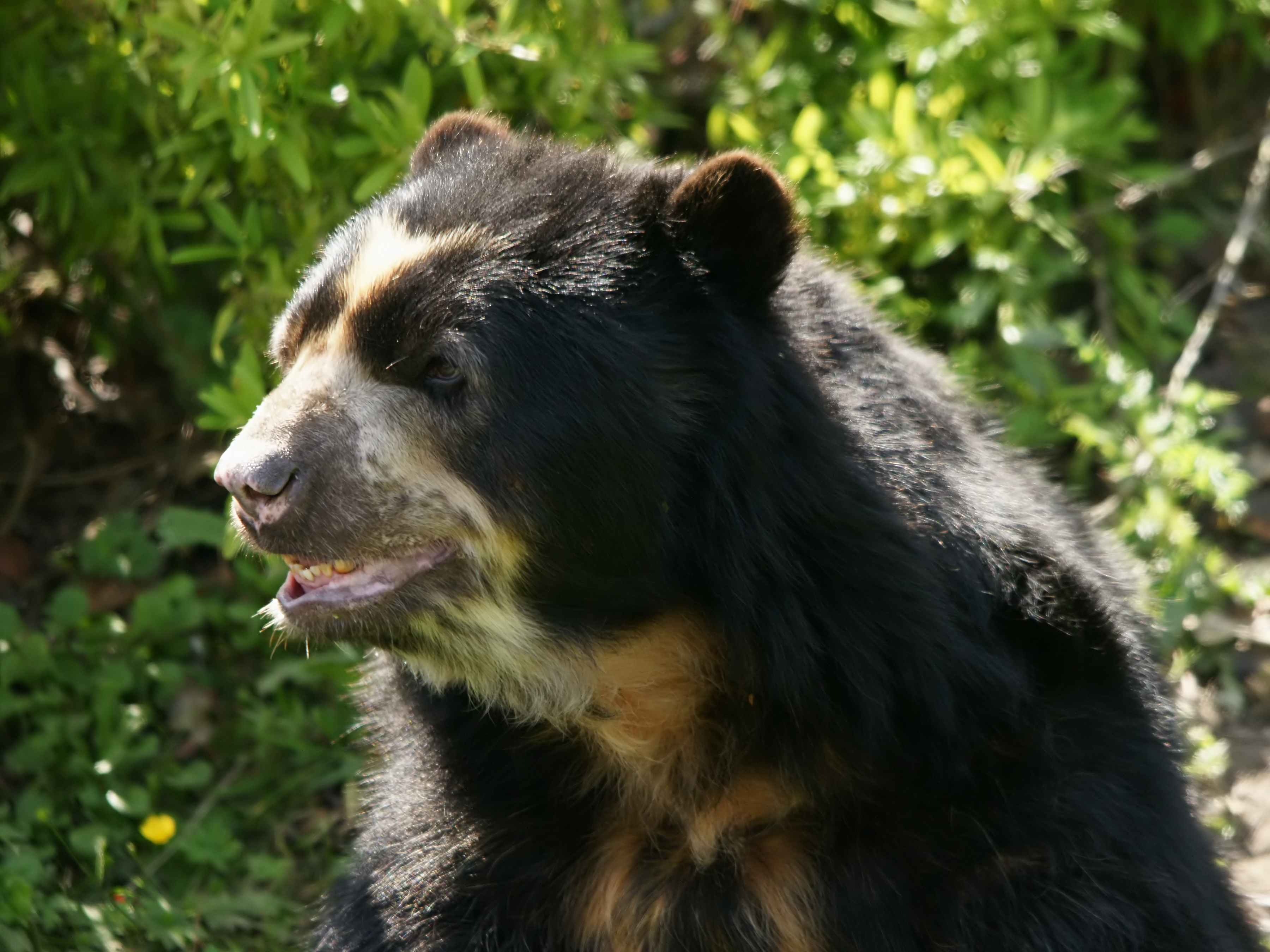
Ours à lunettes
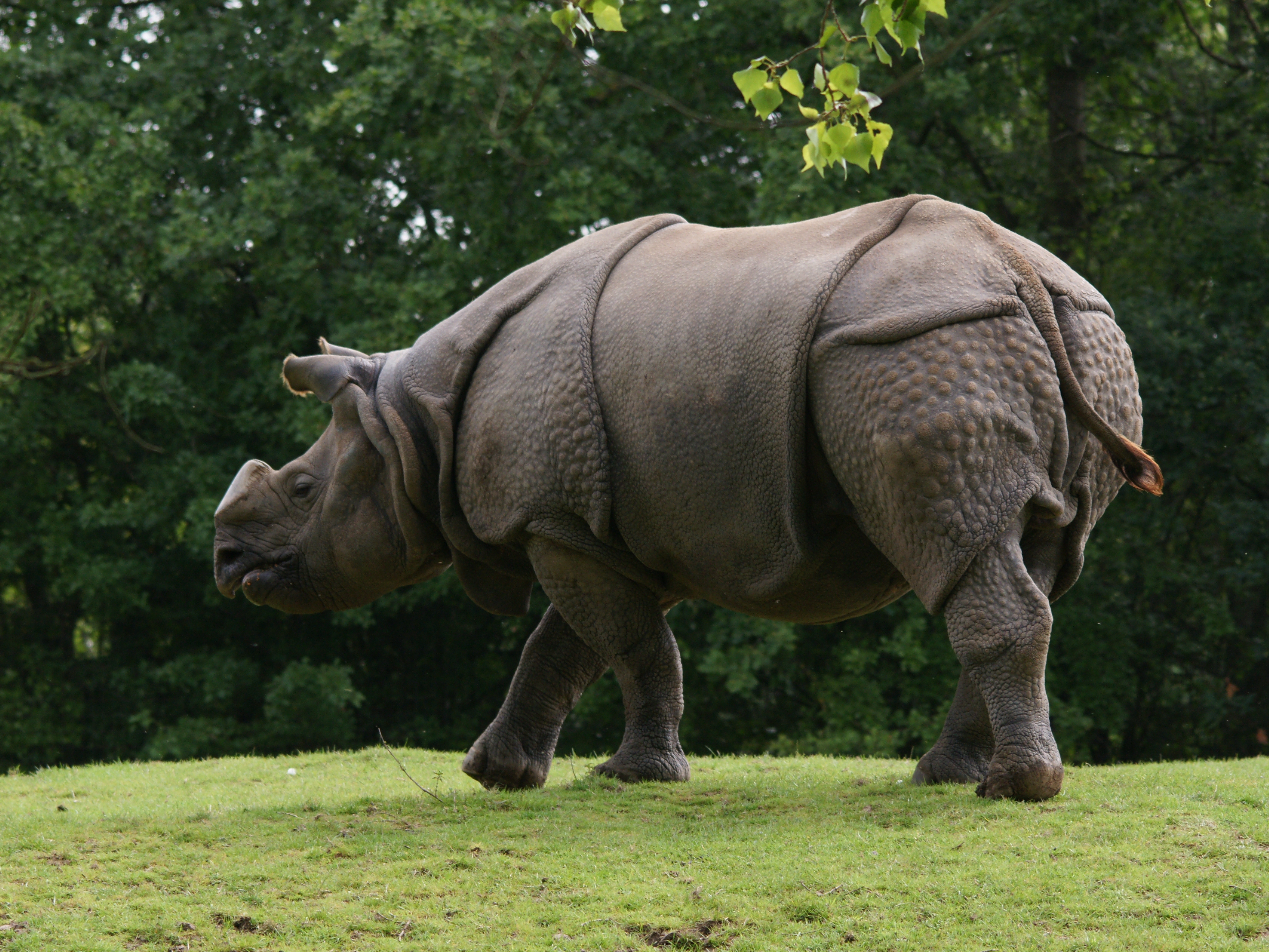
Rhinocéros indien
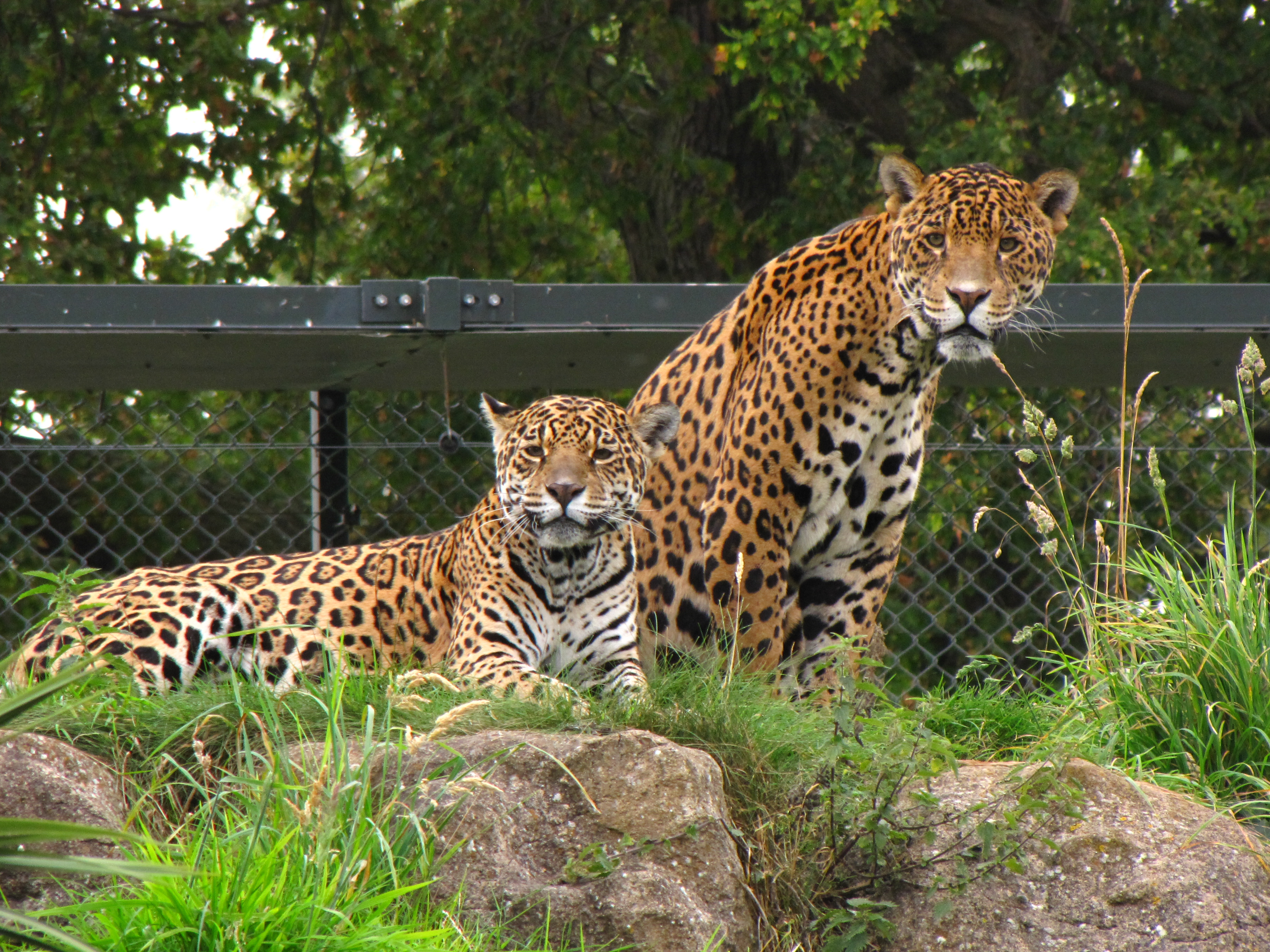
Jaguar
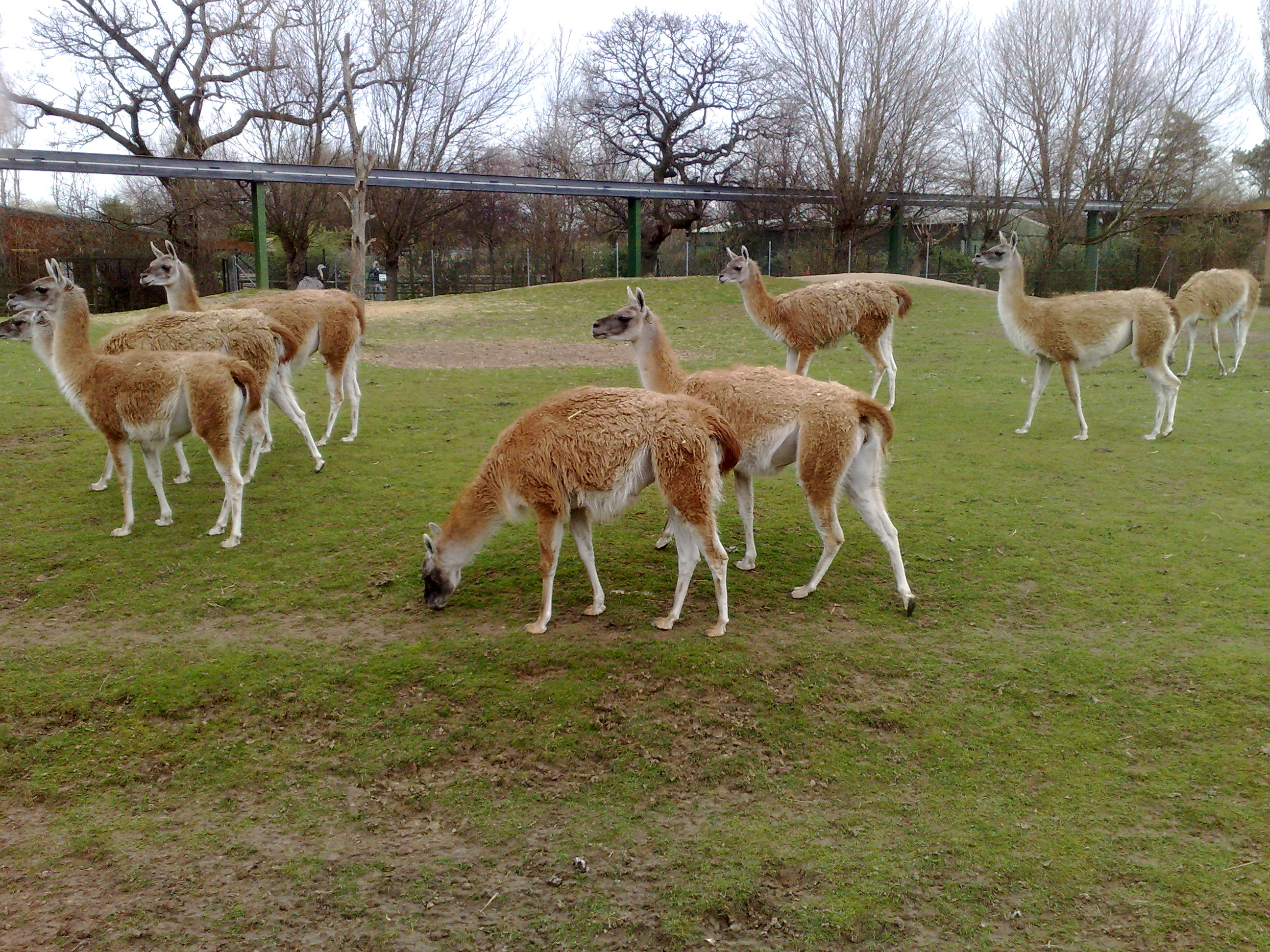
Guanacos
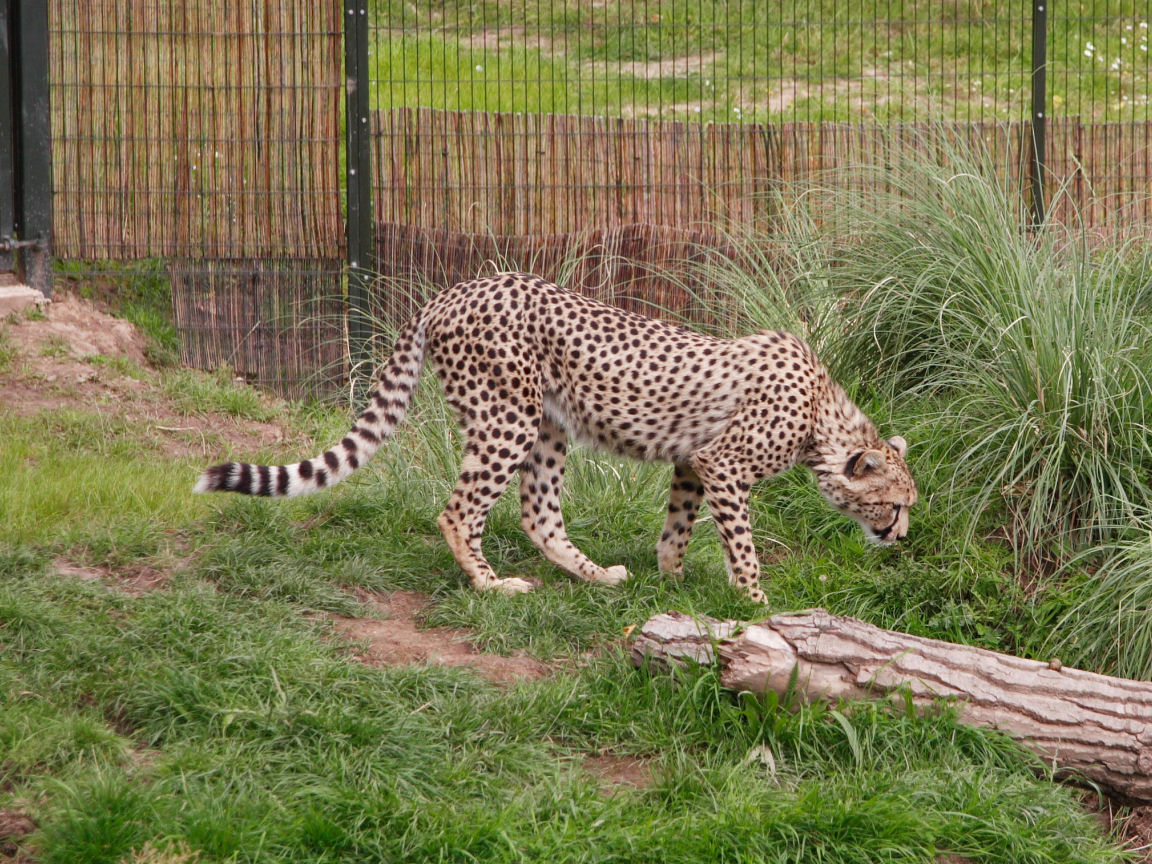
Guépard
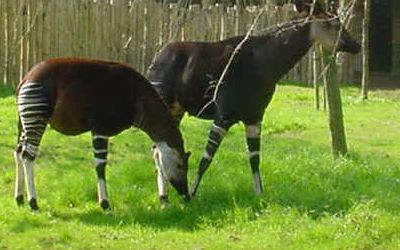
Okapis
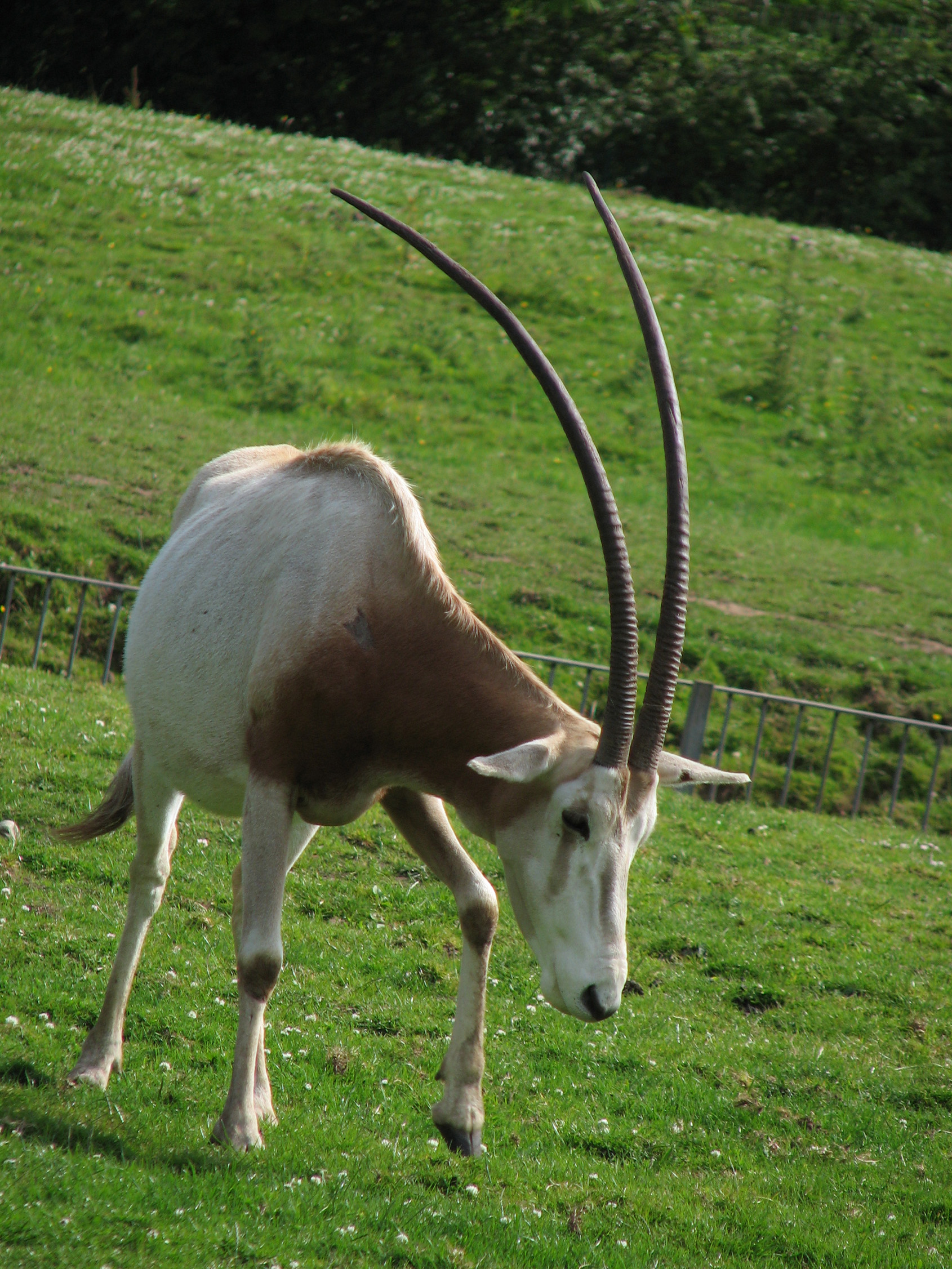
Oryx algazelle
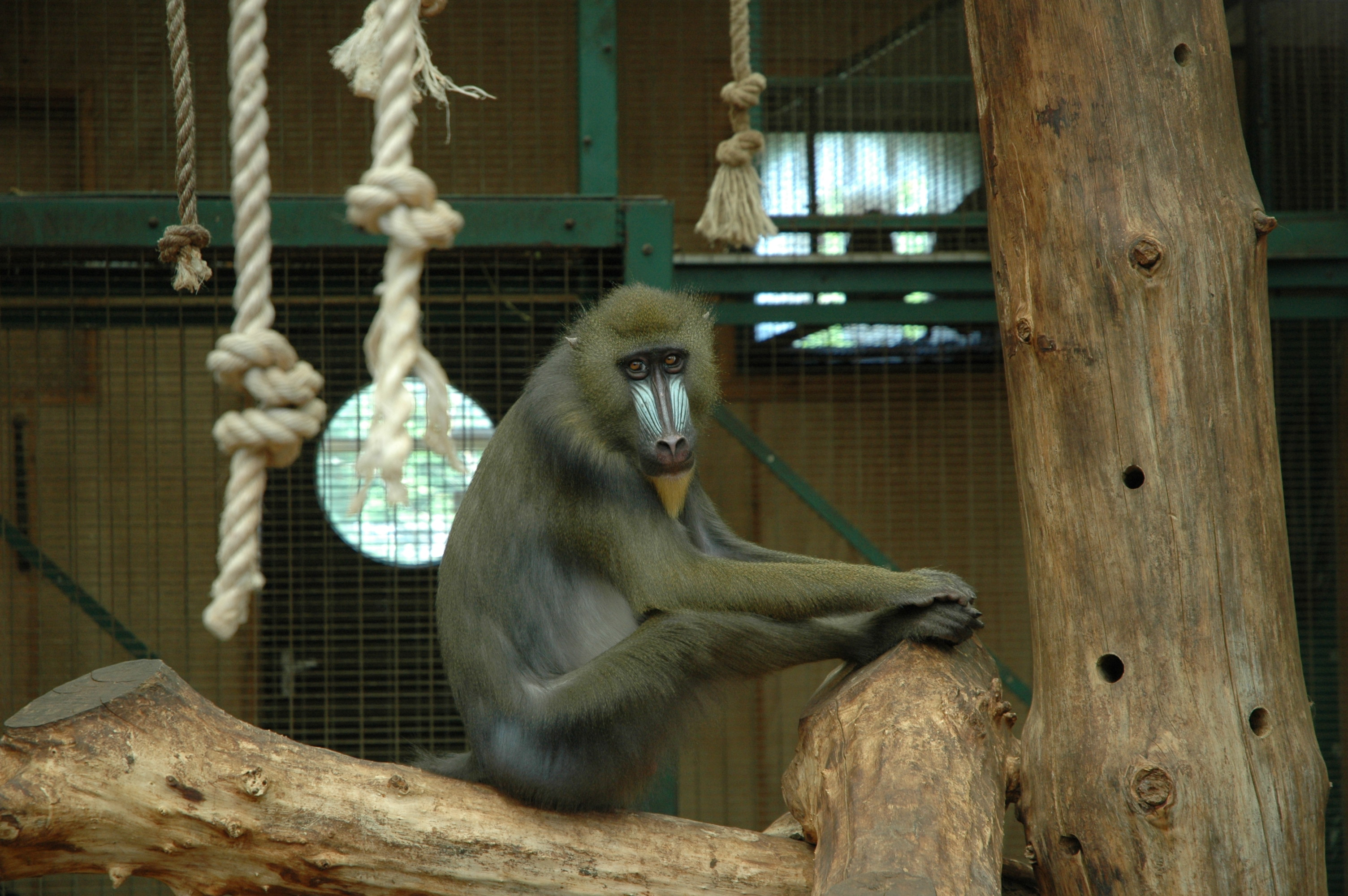
Mandrill

## Fréquentation
En 2014, il a été visité par 1 432 867 personnes.